# Obserwacje UFO w Polsce

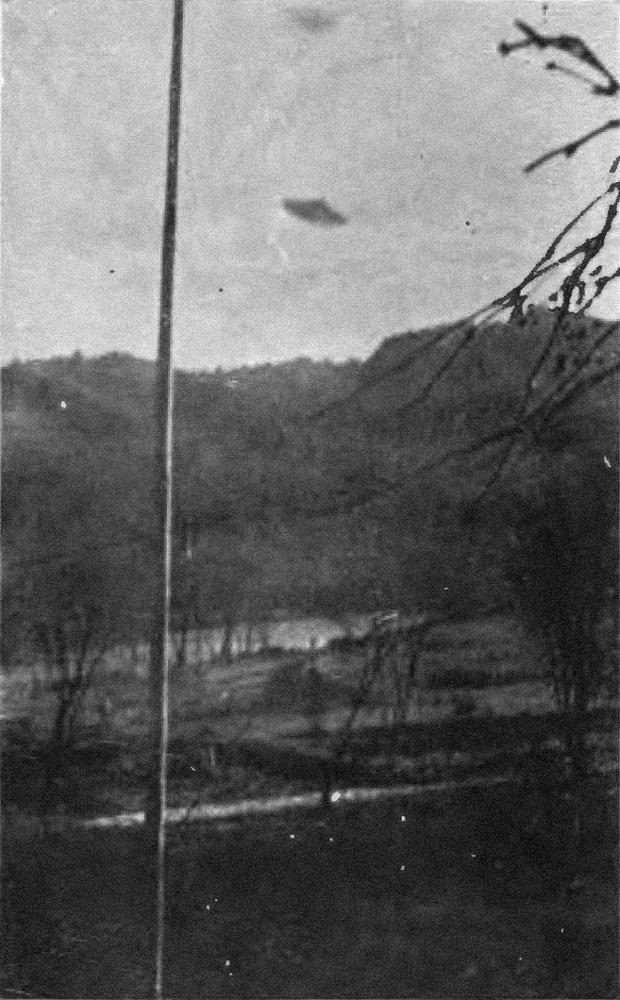
Zdjęcie niezidentyfikowanego obiektu latającego w Muszynie, wykonane przez Stanisława Kowalczewskiego 22 grudnia 1958 roku

Obserwacje UFO w Polsce – domniemane obserwacje pozaziemskich obiektów latających, do których miało dojść na terenie Polski.
Najliczniejsze obserwacje UFO w Polsce miały miejsce w lutym 1978 roku, gdy nad obszarem zachodniej Polski (od Głogowa po Szczecin), widziano jednocześnie wiele, długo pozostających nieruchomo, obiektów w kształcie podobnym do sterowców Zeppelina. Obiekty w rejonie Zielonej Góry i Krosna Odrzańskiego, według ówczesnych publikacji Gazety Lubuskiej (nr 43/1978 i 44/1978), powołujących się na relacje kilkudziesięciu świadków, pozostawały w jednym punkcie nieba nieruchomo ponad godzinę, aby następnie bardzo szybko odlecieć. Najobszerniej tamte wydarzenia opisał Lucjan Znicz w ówczesnym tygodniku Fakty w cyklu artykułów pt. Goście z kosmosu?
W latach 80. XX w. meldunki pilotów samolotów wojskowych nt. zaobserwowania UFO gromadził szef Służby Ruchu Lotniczego Wojsk Lotniczych i Obrony Powietrznej Kraju, pułkownik Ryszard Grundman. Zbiór raportów jakie zebrał nazywany jest „teczką Grundmana”.
Fundacja Nautilus zajmująca się badaniem zjawisk niewyjaśnionych gromadzi fotografie UFO oraz spisuje relacje naocznych świadków przelotu niezidentyfikowanych obiektów latających.

## 21 stycznia 1959 – Gdynia
Wczesnym rankiem 21 stycznia 1959 r. na terenie basenu portowego w Gdyni wpadł niezidentyfikowany obiekt, zdarzenie upadku zostało zauważone przez marynarzy i pracowników portu. Po krótkim czasie całą sprawą zainteresowała się m.in. polska i zagraniczna prasa, wojsko jak i Polska Akademia Nauk.
Choć naukowcy z Polskiej Akademii Nauk którzy badali zaistniałą sytuacje twierdzili że niezidentyfikowany obiekt był najprawdopodobniej kawałkiem meteorytu, to wśród mieszkańców miasta jak i ufologów szybko narodziły się plotki i teorie według których obiektem mógł być statek UFO (m.in. pojawiła się miejska legenda o tajemniczej istocie w kombinezonie która miała mieć sześć palców u stóp i sześć palców u dłoni, a po przetransportowaniu do szpitala wojskowego istota zmarła), a całe wydarzenie było porównywane do incydentu w Roswell.

## 10 maja 1978 – Emilcin
Jan Wolski, rolnik z Emilcina koło Opola Lubelskiego, 10 maja 1978 wracając z Dąbrowy Puścińskiej miał zostać zaczepiony przez dwóch niskich przybyszy, ubranych w czarne kombinezony z kapturami, którzy porozumiewali się za pomocą ostrych i piskliwych dźwięków. Zauważył wiszący na wysokości 4-5 metrów srebrzysty wehikuł. Z owego wehikułu miała obniżyć się platforma, z której wyszedł przybysz zapraszający Wolskiego do środka. Wolski miał wejść do środka, gdzie poddał się badaniom. W środku znajdowało się również kilka kawek i wron. Po badaniach Wolski miał wyjść z pojazdu kosmicznego i pożegnać się z kosmitami. Spotkanie w wehikule miało trwać kilka minut.
Z rodziną Wolskich skontaktował się Witold Wawrzonek, który o rzekomym wydarzeniu w Emilcinie poinformował badacza zjawisk paranormalnych Zbigniewa Blanię. Po skontaktowaniu Wolskiego z Blanią rolnik został poddany badaniom medycznym. Według psychiatry dr Ryszarda Krasilewicza, Jan Wolski nie zmyślił historii. Po przeprowadzeniu badań Zbigniew Blania nagłośnił relację Jana Wolskiego w mediach. 15 października 2005 w Emilcinie odsłonięto pomnik upamiętniający rzekome wylądowanie UFO.

## 19 stycznia 2009 – Jarnołtówek

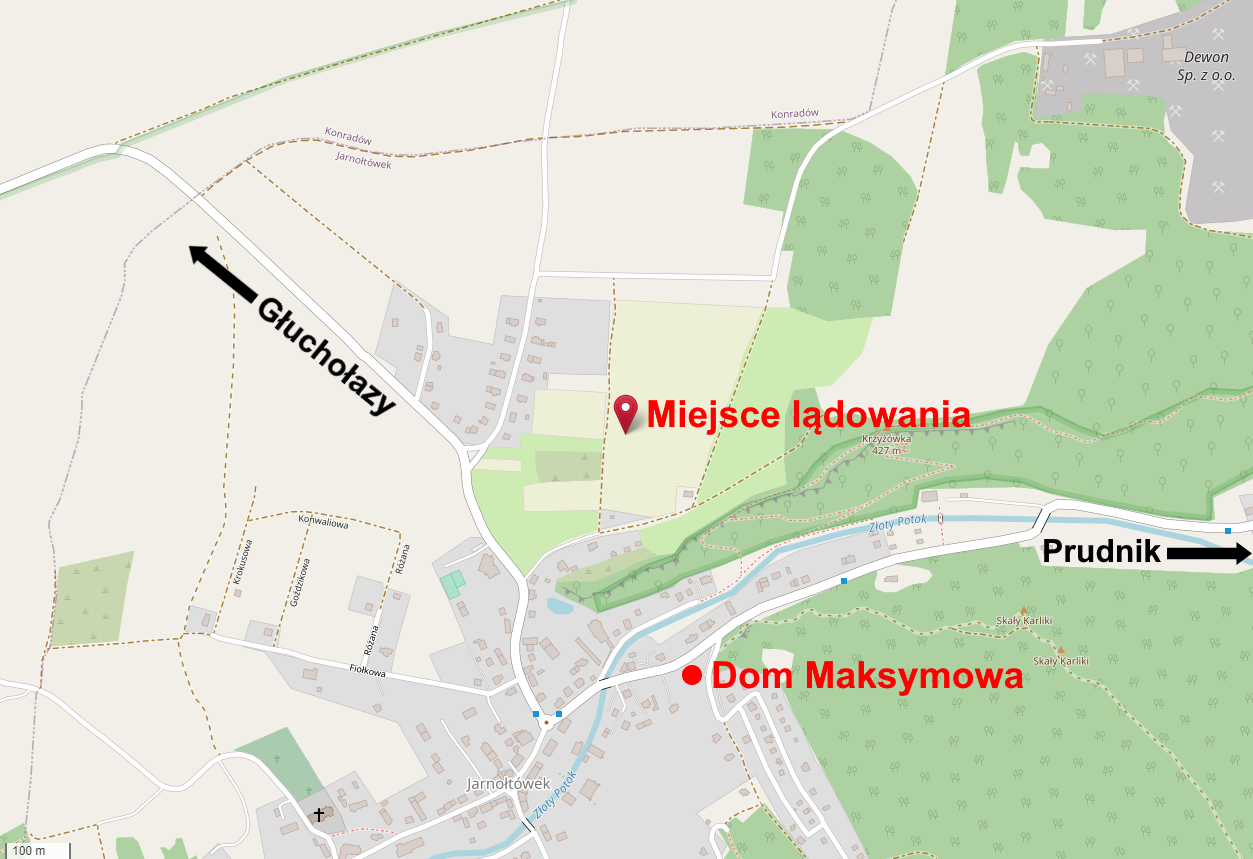
Mapa

19 stycznia 2009 roku około godziny 1 w nocy, UFO zostało zaobserwowane przez mieszkańców wsi Jarnołtówek koło Prudnika. Lokalny biznesmen Adam Maksymów wyszedł z domu w celu podłączenia do prądu akumulatora samochodu. Po wyjęciu akumulatora, usłyszał huk „jakby ktoś odpalał rakiety” i buczenie „jakby ktoś zamknął rój pszczół w słoiku” dochodzące z łąki zza pobliskich drzew. Huk powtarzał się w odstępach 2–3 minut. Maksymów myślał, że doszło do awarii w pobliskiej kopalni, lub że samolot pionowego startu i lądowania Harrier miał awarię i wylądował na łące. Obudził żonę, żeby razem z nim obserwowała, co się dzieje. Po chwili niebo rozbłysło potężnym światłem, „zrobiło się tak jasno, że widać było każdą gałązkę na bezlistnych drzewach”. Wtedy nad drzewami uniósł się na kilkadziesiąt metrów ciemny obiekt, który u dołu miał „trójkątny, jasnoniebieski snop światła”, po czym zniknął z prędkością, jakiej „nie może osiągnąć żadna ziemska maszyna”. Obserwacja Maksymowa trwała „sześć – siedem sekund”. Henryk Darowski wychodząc na dwór po drzewo zobaczył nad lasem „wielki talerz” świecący „pięknymi kolorami”, który „zakołysał się lekko nad drzewami, przechylił i piorunem odleciał w niebo”. Olbrzymi huk słyszał Grzegorz Kukułka, który wyglądał przez okno po tym, jak na całej ulicy zgasło światło. Według relacji Danuty Diakowskiej, pracownicy ośrodka wypoczynkowego w Jarnołtówku, około 1 w nocy „zerwał się ni stąd, ni zowąd bardzo silny wiatr”, który ucichł po kilku minutach.
Janusz Zagórski, który rozmawiał z Maksymowem i zrobił wizję lokalną w Jarnołtówku, uznał jego relację za wiarygodną. Tego samego dnia, kilka godzin po wydarzeniach w Jarnołtówku, UFO zostało zarejestrowane na radarach lotnisk w Niemczech. Było również widziane na radarach w Czechach, między Pilznem i Klatovy. O wydarzeniach w Jarnołtówku pisały m.in. media japońskie, australijskie, nowozelandzkie, peruwiańskie i amerykańskie.
W okolicach Prudnika stosunkowo często dochodziło do rzekomych obserwacji UFO. Miało do nich dojść m.in. na drodze z Prudnika do Opola, pod Głogówkiem i w Dytmarowie. W samym Jarnołtówku na przestrzeni 40 lat do 2013 zgłoszono dziewięć podobnych przypadków. „Tygodnik Prudnicki” żartobliwie zaproponował utworzenie oficjalnego lądowiska dla UFO koło Prudnika.